# Красовка (Медведевський район)
Кра́совка (рос. Красовка, марій. Красовка) — присілок у складі Медведевського району Марій Ел, Росія. Входить до складу Руемського сільського поселення.

## Населення
Населення — 3 особи (2010; 8 у 2002).
Національний склад (станом на 2002 рік):
- лучні марійці — 50 %
- росіяни — 50 %